# Vuelo 111 de Allied Air
El vuelo 111 de Allied Air fue un vuelo de carga internacional programado entre las ciudades de Lagos y Acra. El 2 de junio el Boeing 727 que operaba el vuelo sufrió un accidente en el cual la aeronave no pudo detenerse durante el aterrizaje debido a que la pista estaba mojada. Tras salirse de la pista, el avión traspaso la alambrada del aeropuerto y embistió a un autobús que se encontraba circulando en una calle cercana. Según fuentes oficiales los 4 tripulantes de la nave sobrevivieron, mientras que las 10 personas que viajaban en el autobús fallecieron debido al impacto y posterior incendio; así como un ciclista. También se notificaron múltiples heridos en tierra. Había lluvia y visibilidad escasa en Acra cuando el avión se estrelló.

## Aeronave
El avión era un Boeing 727-200Adv-F construido en 1982 con matrícula 5N-BJN en el momento del accidente. Antes de estar con Allied Air Cargo, fue usado por otras 4 aerolíneas a lo largo de su historia.

## Vuelo
En el descenso a Acra, la aeronave fue autorizada por Accra Approach inicialmente a FL050 y luego autorizada a 2000 pies. Se le ordenó nuevamente subir a 3000 pies debido al terreno elevado. A su llegada a Acra, el capitán voló una aproximación acoplada al Sistema de Aterrizaje por Instrumentos (ILS), hasta que vio la pista. Luego desconectó el piloto automático a 500 pies y voló manualmente la aeronave. Después de desconectar el piloto automático, entró en condiciones de IMC severas bajo la lluvia. La aeronave experimentó una aproximación inestable a una alta velocidad de 167kts y aterrizó con un viento de 050 / 15kts a una velocidad de 154kts y alrededor de 5807 pies desde el umbral de la pista 21 y 4000 pies desde el umbral de la pista 03 con visibilidad nula. La tripulación desplegó inversores de empuje y aplicó los frenos normales, así como los frenos neumáticos de emergencia, pero estas acciones fueron ineficaces para detener la aeronave. Normalmente, desplegar los inversores de empuje o aplicar los frenos haría bajar la rueda de morro. Sin embargo, se mantuvo el tren de morro. Los frenos de velocidad no se activaron. La tripulación informó haber visto luces rojas corriendo hacia ellos poco después de que las ruedas principales tocaron el suelo para el aterrizaje.
La aeronave invadió la pista y destruyó las luces de umbral y las luces de aproximación en la pista 03. Derribó la estructura y los soportes del transmisor ILS Localizer, rompió el muro perimetral del aeropuerto. El avión cruzó Giffard Road, chocó con una minivan Mercedes-Benz TN 207 y mató a las diez personas a bordo. Arrancó un árbol al lado de la carretera antes de detenerse finalmente en un espacio abierto cerca del estadio deportivo El-Wak.
El lado derecho de un taxi en la carretera fue rozado por escombros voladores de las estructuras del transmisor localizador transportadas por el ala derecha de la aeronave. El borde de ataque del ala sufrió graves daños.
La aeronave se detuvo fuera del muro perimetral del aeropuerto a 350 m (1171 pies) del umbral de la pista 03.

## Investigación
La investigación final concluyó que las causas del desastre fueron:
- La decisión del Capitán de continuar con el aterrizaje en lugar de abortar en el punto de aproximación frustrada especialmente cuando apenas podía ver a través del parabrisas y cuando no sabía qué tan lejos había llegado por la pista porque de la lluvia y los componentes del viento de cola.

#### Otros factores contribuyentes
- El Capitán desconectó el piloto automático y voló la aeronave manualmente en una aproximación inestable.
- El Capitán aterrizó la aeronave a 4000 pies hasta el umbral de la Pista 03, a 6060 pies de la Pista 21. No pudo detenerse dentro de la distancia disponible.
- El Capitán eligió aterrizar con un viento de cola de 050 / 15Kts superior al viento de cola máximo permitido de 10Kts.
- La tripulación se concentró en rastrear el Localizer en lugar de estar atento a las luces del umbral y del borde de la pista. Sufrían de fijación.
- El Capitán no activó los frenos de velocidad al aterrizar.